# Čičák
Čičák je mrtvé rameno řeky Labe v Pardubicích v parku Na Špici nedaleko od soutoku Labe s řekou Chrudimkou. Vzniklo při regulaci toku Labe v 60. letech 20. století. V roce 2014 bylo v rámci revitalizace parku Na Špici provedeno jeho odbahnění a vybudování pavilonu.

## Galerie

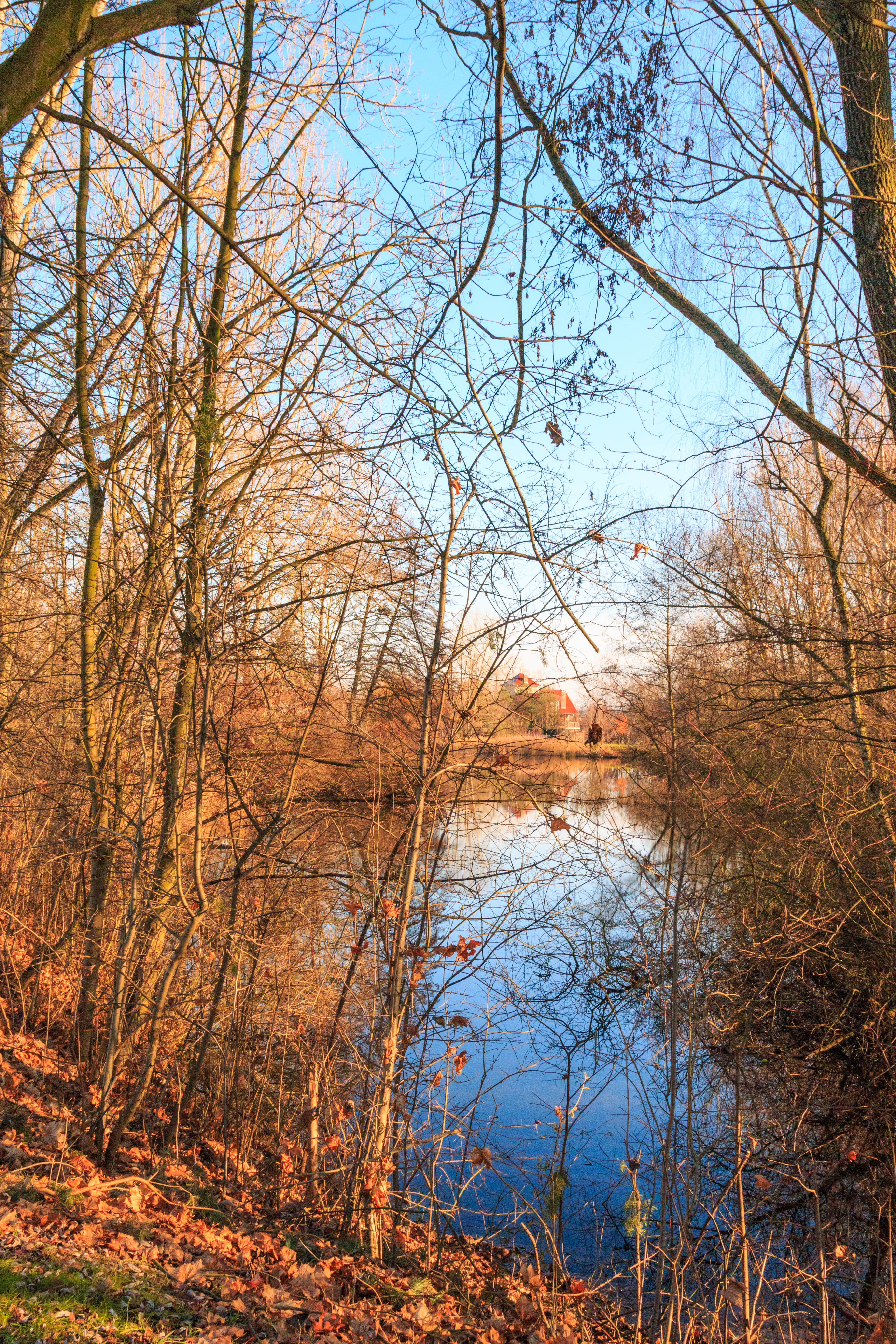
Mrtvé rameno Čičák
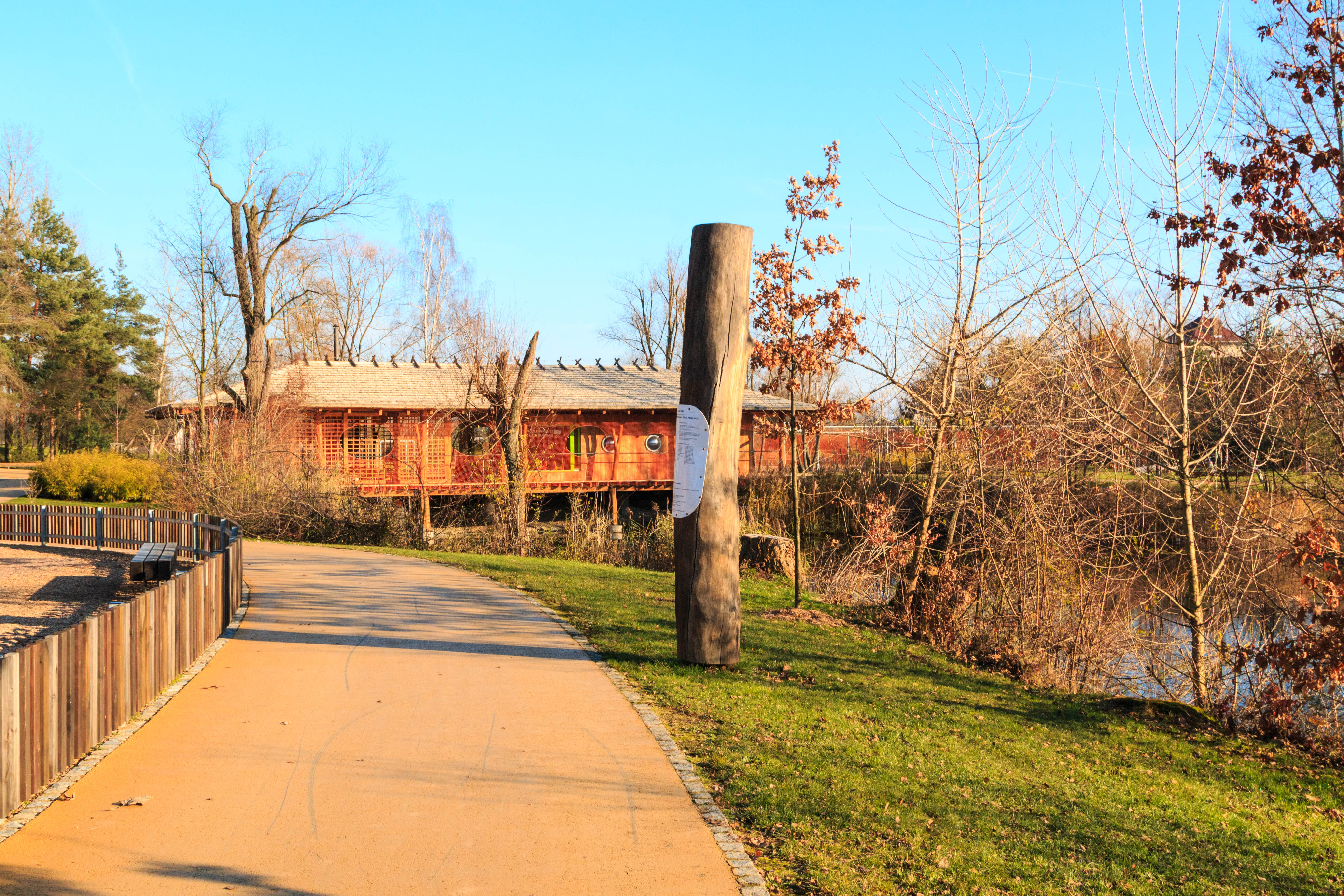
Mrtvé rameno Čičák
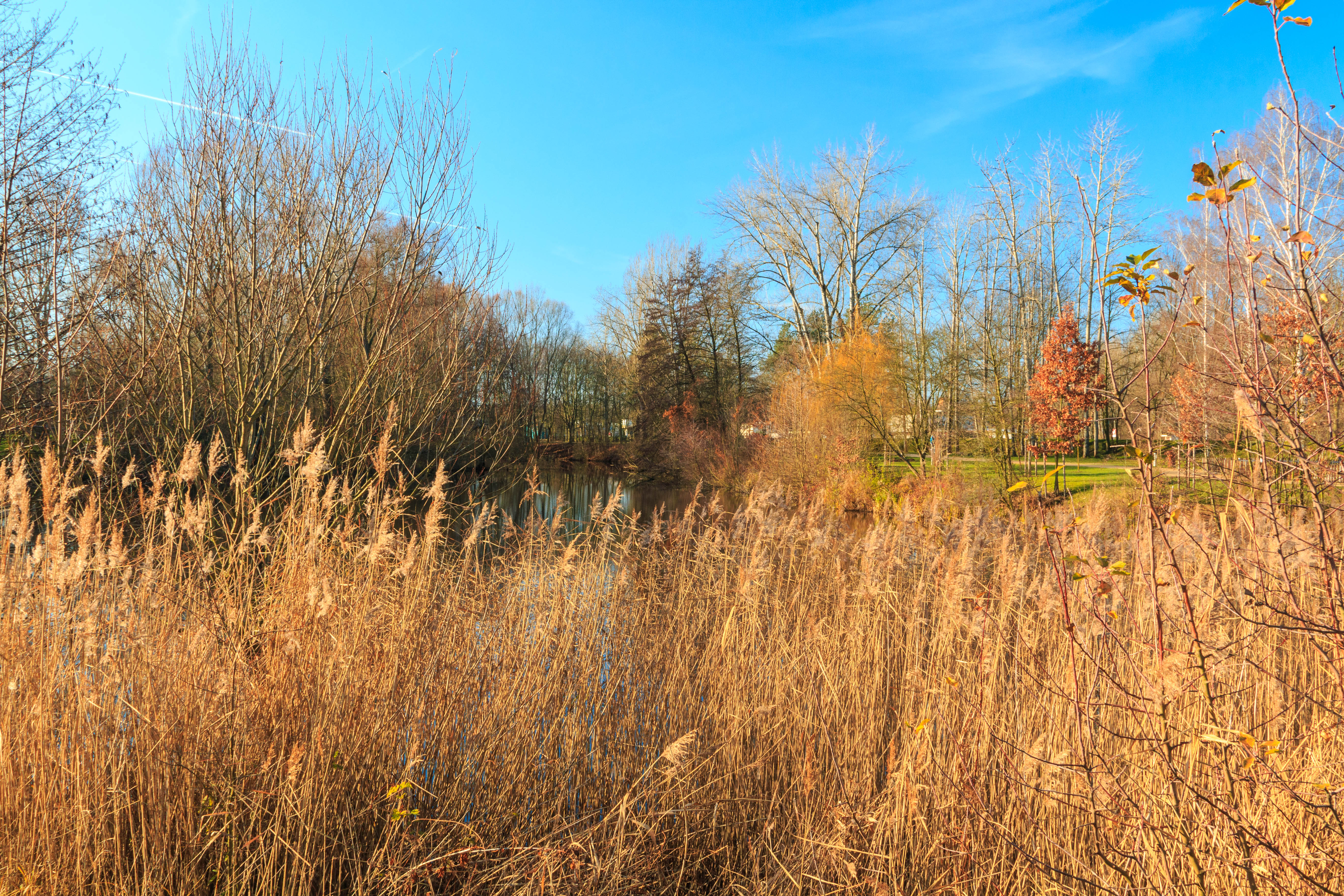
Mrtvé rameno Čičák
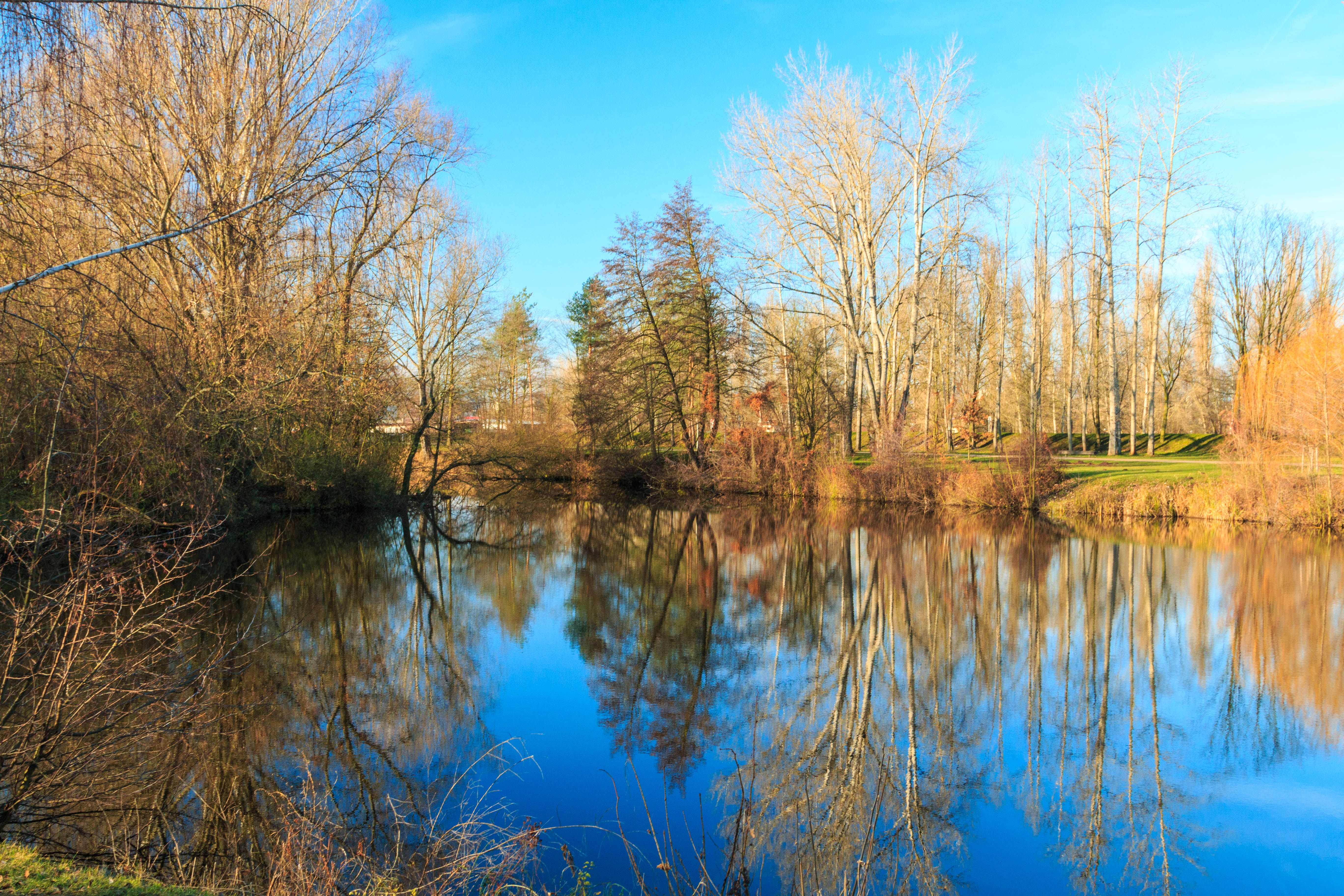
Mrtvé rameno Čičák